# Kilo-

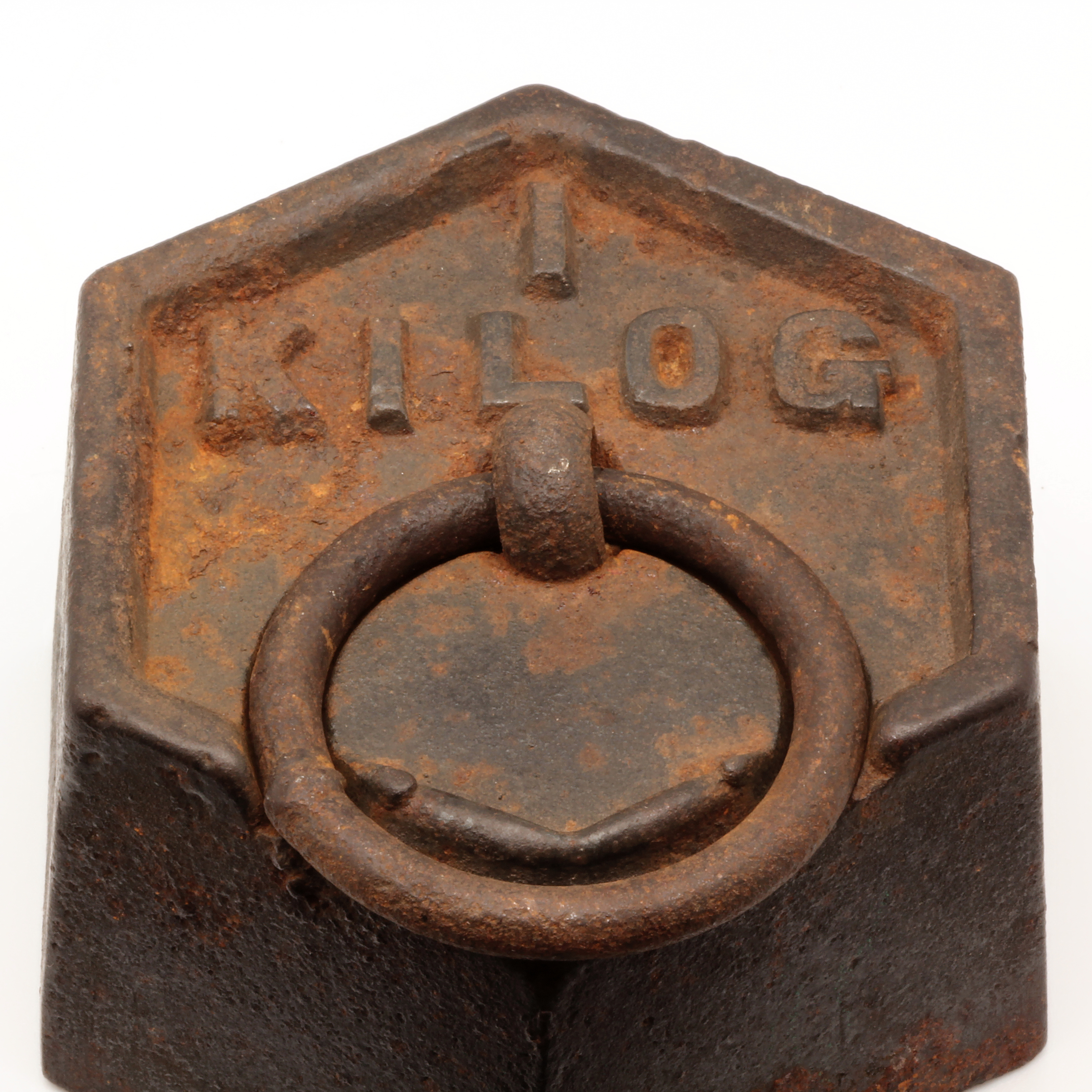
quả cân 1 kilôgam

Kilo hay kilô (ký hiệu k) là một tiền tố được viết liền trước một đơn vị đo lường quốc tế để chỉ bội số lớn gấp 103 hay 1.000 lần.
Độ lớn này được công nhận từ năm 1795, theo tiếng Hy Lạp nghĩa là một nghìn.
Trong tin học, ví dụ viết liền trước byte hoặc bit, độ lớn này còn mang nghĩa 210 = 1.024.
Trong địa chất học, 1Ka được hiểu là 1.000 năm về trước.